# Air Mosaic
Air Mosaic — коммерческий веб-браузер на основе NCSA Mosaic, один из старейших браузеров для Windows.
Выпущен в 1994 году компанией SPRY в рамках серии программ с графическим пользовательским интерфейсом для Интернета (Air Mail, Air News и других). Признан лучшей программой 1994 года по версии Datamation в классе сетевого программного обеспечения. Пользователи могли установить демоверсию, которая предлагала приобрести полную коммерческую версию у производителя. Продавался в составе пакета программ Air, в зависимости от редакции стоимость которого составляла от $149 до $399, интернет-провайдерами и рядом распространителей программного обеспечения браузер поставлялся в составе пакетов программ для работы с Интернет, в частности, входил в пакет IBox от O’Reilly.
Для функционирования браузера в Windows 3.1 и Windows 3.11 требовалась установка среды win32s, позволяющей запускать 32-битные приложения. Браузер наследовал все возможности NCSA Mosaic, был оснащён кнопками навигации «Вперёд» и «Назад», кнопкой доступа к истории посещений, был реализован механизм закладок, поддерживался просмотр исходного кода страниц. Из редких функций для своего времени — поддерживался полноэкранный режим (англ. Kiosk Mode), имелась возможность переключиться на стандарт HTTP/0.9. Среди нововведений — появление пункта меню конфигурирования браузера из пользовательского интерфейса, тогда как для прочих браузеров того времени требовалась редактировать файл конфигурации.